# Andrea del Boca
 (décembre 2022).
Si vous disposez d'ouvrages ou d'articles de référence ou si vous connaissez des sites web de qualité traitant du thème abordé ici, merci de compléter l'article en donnant les références utiles à sa vérifiabilité et en les liant à la section « Notes et références ».
 (mars 2022).
La mise en forme du texte ne suit pas les recommandations de Wikipédia : il faut le « wikifier ».
Les points d'amélioration suivants sont les cas les plus fréquents. Le détail des points à revoir est peut-être précisé sur la page de discussion.
- Les titres sont pré-formatés par le logiciel. Ils ne sont ni en capitales, ni en gras.
- Le texte ne doit pas être écrit en capitales (les noms de famille non plus), ni en gras, ni en italique, ni en « petit »…
- Le gras n'est utilisé que pour surligner le titre de l'article dans l'introduction, une seule fois.
- L'italique est rarement utilisé : mots en langue étrangère, titres d'œuvres, noms de bateaux, etc.
- Les citations ne sont pas en italique mais en corps de texte normal. Elles sont entourées par des guillemets français : « et ».
- Les listes à puces sont à éviter, des paragraphes rédigés étant largement préférés. Les tableaux sont à réserver à la présentation de données structurées (résultats, etc.).
- Les appels de note de bas de page (petits chiffres en exposant, introduits par l'outil «  Source ») sont à placer entre la fin de phrase et le point final[comme ça].
- Les liens internes (vers d'autres articles de Wikipédia) sont à choisir avec parcimonie. Créez des liens vers des articles approfondissant le sujet. Les termes génériques sans rapport avec le sujet sont à éviter, ainsi que les répétitions de liens vers un même terme.
- Les liens externes sont à placer uniquement dans une section « Liens externes », à la fin de l'article. Ces liens sont à choisir avec parcimonie suivant les règles définies. Si un lien sert de source à l'article, son insertion dans le texte est à faire par les notes de bas de page.
- La présentation des références doit suivre les conventions bibliographiques. Il est recommandé d'utiliser les modèles {{Ouvrage}}, {{Chapitre}}, {{Article}}, {{Lien web}} et/ou {{Bibliographie}}. Le mode d'édition visuel peut mettre en forme automatiquement les références.
- Insérer une infobox (cadre d'informations à droite) n'est pas obligatoire pour parachever la mise en page.

Pour une aide détaillée, merci de consulter Aide:Wikification.
Si vous pensez que ces points ont été résolus, vous pouvez retirer ce bandeau et améliorer la mise en forme d'un autre article.
Andrea del Boca née à Buenos Aires le 18 octobre 1965 est une actrice, chanteuse, présentatrice, productrice et directrice de télévision argentine. Elle est connue dans son pays comme la reine des feuilletons. Depuis son jeune âge, elle a été une étoile de plusieurs émissions de télévision et par le succès obtenu lorsque ces feuilletons ont été commercialisés à l'extérieur du pays. Son père est le directeur Nicolás del Boca qui a dirigé une grande part de ses feuilletons. 
Del Boca a débuté à l'âge de quatre ans. En 1973, lorsqu'elle avait huit ans, sa notoriété a augmenté lorsqu'elle est devenue la vedette du feuilleton Papá corazón. Elle commence aussi à avoir de petits rôles au cinéma. Dans ses feuilletons les plus acclamés on retrouve Andrea Celeste, Los cien días de Ana, Estrellita mía, Céleste, Céleste toujours Celeste, Perla negra, Zíngara et, plus récemment, Esa mujer.
Dans sa carrière professionnelle, elle a été primée à plusieurs occasions par son travail, notamment pour le Prix Martín Fierro honorifique.

## Carrière
À ses huit mois, elle est apparue pour première fois à la télévision (comme bébé «varoncito» puisque sa mère lui a enlevé les boucles d'oreilles pour performer) dans un feuilleton avec Milagros de la Vega. Avant ses quatre ans, elle réalise sa première prestation télévisée dans la série Nuestra galleguita, où elle joue le rôle d'une enfant sourde-muette. Son parrain artistique et de baptême Alejandro Doria, un important directeur, voulait Andrea pour ce papier. Au début, le producteur, directeur et père d'Andrea, Nicolás del Boca, ne voulait pas que sa fille agisse, mais la mère l'a convaincu.
En 1972, elle fait ses débuts au cinéma dans le film Había una vez un circo, réalisé par Enrique Carreras et mettant en vedette Mercedes Carreras, Jorge Barreiro et la légendaire actrice Olinda Bozán, avec la populaire compagnie de clowns espagnols de l'époque Los Payasos de la Tele., composé de Gaby, Fofó et Miliki.
En 1973, elle est engagée par la chaîne péruvienne Panamericana Televisión, pour enregistrer le feuilleton Papá corazón à Buenos Aires, atteignant une grande popularité. Là, elle est apparue aux côtés de Laura Bove et Norberto Suárez, et a joué Pinina, une orpheline. Pour ce travail, elle a reçu le Martín Fierro comme une révélation et aussi les premières frondes de la presse depuis que son personnage a parlé avec la mère décédée, une circonstance très critiquée par les associations de psychologues, qui ont attiré l'attention sur Andrea elle-même, alléguant « être exploitée par ses parents », « ne pas vivre d'accord avec son âge » et « faire pleurer les enfants ».
Elle se lance à nouveau dans le cinéma avec les films Andrea (1973) avec Ángel Magaña, Papa Corazón se quiere casar (1974), adaptation cinématographique du roman qui l'a rendue célèbre, suivi de Un mundo de amor (1975), avec Ubaldo Martínez, Miguel Ligero et Nelly Beltrán. Elle a également eu une petite participation au film espagnol El virgo de Visanteta (1979), où elle a joué la protagoniste dans son enfance.
Adolescente, son premier feuilleton fut Andrea Celeste (1979), avec Alberto Argibay, Ana María Picchio et Raúl Taibo, où elle incarnait une orpheline à la recherche de sa mère. Ce fut un succès qui atteignait en moyenne 30 points de notation, avec des pics proches de 40.[réf. nécessaire] Il y eut aussi une polémique car Andrea fut accusée de répéter « des phrases d'adultes avec des gestes enfantins » et que le feuilleton « engendre des enfants tristes ». Cette même année, elle tourne le film de 1980 Days of Illusion, basé sur l'histoire de Poldy Bird, Mamá de niebla.
En 1980, elle joue dans Señorita Andrea de l'écrivaine Alma Bressán sur la chaîne ATC, aux côtés de Raúl Taibo, considéré comme son premier coup de cœur à la télévision et avec qui elle a également eu son premier baiser à l'écran plutôt que dans la vraie vie.
En 1981, elle a joué dans les Especiales de ATC avec des titres tels que Bernadette, écrit par Alberto Alejandro et réalisé par son père Nicolás del Boca, basé sur la vie du saint français. Elle a également réalisé Roméo et Juliette d'après la pièce homonyme de William Shakespeare, Anastasia in the Shadows et The First Lie, qui était son premier travail avec l'acteur et chanteur Silvestre, entre autres spéciaux.
En 1982, elle s'installe à New York pour étudier le théâtre à l'Ann Strasberg Institute (épouse de Lee, créateur de l'Actor's Studio).

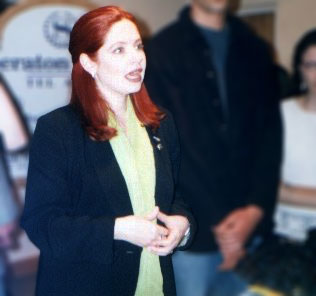
L'actrice Andrea del Boca lors d'une présentation en Israël.

Dans les années 1980, Del Boca s'est démarquée par ses relations autant que par sa carrière d'actrice. En 1982, elle a joué dans l'une des histoires d'amour les plus mémorables à la fois sur et hors du plateau, le feuilleton Los cien días de Ana, avec Silvestre, également entouré de controverse puisque l'acteur était marié et que sa femme était enceinte. À la fin des années 1980, elle jouera dans une autre de ses histoires d'amour les plus connues avec Raúl de la Torre, un scénariste et réalisateur argentin qui la dirigera dans les films, Funes, un gran amor et Peperina, tous deux sortis dans les années 1990.
En 1987, elle a joué aux côtés de Ricardo Darín dans le feuilleton Estrellita mía pour Telefe où Andrea a joué la paysanne Estrellita, qui décide de se rendre à Buenos Aires après la mort de sa mère pour se forger un avenir meilleur, mais finit par travailler comme femme de chambre dans le manoir de Juanjo (joué par Ricardo Darín), le gendre de sa belle-mère, un homme déprimé d'être marié à une femme invalide. En 1989, sous la direction d'Alejandro Doria, elle joue dans Cien veces no debo, partageant l'affiche avec Norma Aleandro, Luis Brandoni et Federico Luppi, où elle incarne une adolescente enceinte. Le film est sorti en 1990.
La famille Del Boca se caractérisait par son travail d'équipe, autour de la figure d'Andrea. De cette façon, ils ont réalisé un travail commun dans plusieurs de leurs productions où son père Nicolás était le réalisateur, sa sœur Anabella la costumière, sa tante Sara Castro la garde-robe assistante, son beau-frère Enrique Torres l'auteur et sa mère Ana María son assistante personnelle. À cette époque, on disait qu'Andrea exploitait sa famille.
En 1990, elle joue dans deux émissions spéciales télévisées de Corín Tellado: Un retazo de vida et Quiero gritar que te amo, qui marque son premier emploi avec Gustavo Bermúdez.
En 1991, il joue dans Celeste, une telenovela à grand succès avec Gustavo Bermúdez, traitant d'un sujet jusqu'alors sensible, comme le VIH/SIDA et l'homosexualité.
En 1992, elle tourne sous la direction de Raúl de la Torre Funes, un gran amor, sorti en 1993, dans lequel elle incarne le personnage d'une prostituée alcoolique et lesbienne dans un cabaret des années 1930. Il partage l'affiche avec Moria Casán, Nacha Guevara, Graciela Borges, Susana Rinaldi et Gian María Volonté. La même année Antonella, une telenovela qui révolutionne le genre, créant une héroïne "différente de celles que j'ai jouées jusqu'à présent, Antonella est follement mignonne".
En 1993, elle reprend son rôle de Celeste Ferrero dans Celeste Siempre Celeste, avec Gustavo Bermúdez et Dora Baret à nouveau, entre autres nouveaux comme Lydia Lamaison, Norberto Díaz et Jorge D'Elía. La nouveauté de ce feuilleton est le personnage de Clara, la sœur jumelle de Celeste, également interprétée par Andrea «Celeste est chaleureuse, fière de ses racines, ne plaisante pas avec le pouvoir, Clara est rancunière, perverse, égoïste... un défi d'acteur».
Bien qu'à ses débuts, elle était une enfant prodige et donc comparée aux actrices américaines précoces Shirley Temple et Brooke Shields, ce sont les feuilletons qui ont rendu Andrea si célèbre dans le monde entier, obtenant un succès égal à celui de l'Argentine dans des pays comme l'Israël, l'Italie, les États-Unis, l'Espagne, la Russie, la Roumanie et bien d'autres.
En 1994, elle se remet à nouveau sous les ordres de Raúl de la Torre pour filmer Peperina, sorti en 1995, une fable rock basée sur une chanson du légendaire ensemble Serú Girán. Les critiques détruisent le film mais Andrea le défend « C'est une fable pleine de symboles, il faut savoir la regarder ».
En décembre 1994, Perla negra a été créée avec Andrea et Gabriel Corrado comme couple principal, accompagnés de María Rosa Gallo et Millie Stegman, dont la diffusion s'étendra jusqu'en 1995 sur Telefe. Après ce succès, Andrea a également joué avec Corrado dans la telenovela Zíngara diffusée en 1996 par Telefe, une histoire qui traitait d'une jeune femme qui subit une tentative d'assassinat et perd la mémoire, plus tard élevée comme gitane. Ici, elle était accompagnée de Juan Palomino et Facundo Arana. Cette telenovela et la suivante Mía, solo Mía (1997), avec Del Boca, Juan Leyrado et Pablo Echarri, ne signifient plus grand succès dans la carrière de la jeune et ancienne enfant prodige. Pour cette raison, l'actrice s'est éloignée de la télévision pendant un certain temps.
En 1998, elle s'installe à New York pour étudier la "réalisation et production cinématographiques et télévisuelles" à la School of Continuing Education de l'Université de New York. De plus, elle a par la suite fait face à des rumeurs de maladie grave qu'elle a elle-même démenties lors de sa première apparition publique après des mois de silence : « Vous me voyez mal ? », « Ma seule maladie est la solitude ». Cette même année, avec sa sœur Anabella, elle crée un institut de beauté appelé Metamorphosis. Andrea fait une participation spéciale à quelques chapitres de Chiquititas.
En 2000, avec Adrián Suar, elle revient au cinéma dans la comédie Apariencias, du réalisateur Alberto Lecchi. Puis elle est revenue aux feuilletons télévisés mais sous le genre comique dans El sodero de mi vida diffusé entre 2001 et 2002 sur la Treizième chaîne, dans lequel elle jouait le rôle de sexologue et son partenaire n'était autre que Dady Brieva, un sodero coureur de jupons dont Andrea disait : «Ce n'est pas le typique langa aux yeux bleus, c'est le tendre que toute femme aimerait trouver». En 2005, l'APTRA lui a décerné un prix Martín Fierro pour ses 36 ans d'expérience et atteint l'écran de Canal 9 pour interpréter aux côtés de l'acteur Juan Palomino la telenovela Sálvame María, entièrement enregistrée dans la province de San Luis.
L'un des échecs les plus notoires de sa carrière a peut-être été la sitcom Gladiadores de Pompeya, dans laquelle elle a joué en 2006 aux côtés de Gabriel Goity, considérant que Canal 9 est la quatrième chaîne de Buenos Aires en termes d'audience. La bande a duré 24 chapitres.
En 2007, Del Boca avait l'un des rôles les plus joués de sa carrière, dans l'unité primée Mujeres assassinas, diffusée par Canal 13. Dans l'épisode « Sonia, sans cœur », elle incarne une femme perturbée qui finit par commettre un crime.
Au cours de l'année 2007, elle participe en tant que jury à l'émission de télé-réalité High School Musical : la sélection qui recherchait les protagonistes de la version locale du film américain High School Musical de 2006. La version locale a été créée en 2008 sous le titre High School Musical: The Challenge où Andrea avait un petit rôle en tant que professeur d'art de l'école.
En janvier 2008, elle revient à la télévision en animant La madre del año, une émission de service et de divertissement dédiée aux mères, diffusée sur Channel 13 au premier semestre. En octobre de la même année, Andrea del Boca revient pour animer une émission sur le même écran, intitulée Aujourd'hui peut être, un cycle où les gens sont surpris, et dont le slogan était "Quelqu'un a pensé à toi !" exprimé par Andrea elle-même.
En février 2010, Andrea est revenue pour jouer dans un feuilleton aux heures de grande écoute de Channel 13, avec Osvaldo Laport appelé Quelqu'un qui m'aime où elle a également partagé l'affiche avec Susú Pecoraro, Miguel Ángel Rodríguez, María Leal, Luisana Lopilato et Viviana Saccone entre autres. En raison de ne pas avoir la note attendue, le roman a été déplacé vers le créneau horaire de 19h00 et certains acteurs ont quitté le programme, ainsi que des changements dans l'intrigue, donnant plus d'importance aux problèmes sociaux tels que la criminalité, la toxicomanie et le trafic de drogue.
En septembre 2011, elle travaille comme productrice dans l'unité Tiempo de Pensa avec sa compagnie A + A, qui a été vue sur Public TV. Andrea a également joué aux côtés d'un casting tournant. Time to think propose une critique de la violence de genre, questionnant les stéréotypes de la femme installés dans les médias. Entre drame, comédie romantique, grotesque et humour, chaque épisode aborde un conflit socio-émotionnel qui traverse la vie d'une femme, confrontée à des situations où se mêlent des sentiments opposés.
En 2013, elle a conclu un contrat avec l'État argentin pour produire et jouer dans la telenovela Esa mujer, avec l'acteur Segundo Cernadas et une grande distribution, diffusée jusqu'en 2014 sur Public TV.
En 2021, elle est revenue au théâtre, en plus de faire ses débuts en tant que réalisatrice, dans Perla negra 2.0, un remake du feuilleton original dans lequel elle a joué entre 1994 et 1995. À cette occasion, Del Boca joue Rosalía, la méchante que María Rosa Gallo incarnait dans l'original, et c'est sa fille Anna del Boca qui joue Perla, la protagoniste. Le scénario est chargé du beau-frère d'Andrea del Boca et scénariste de la telenovela originale, Enrique Óscar Torres, tandis que sa sœur, Anabella del Boca, a pris en charge la direction artistique et la production. Le feuilleton est repris sous forme de série Web, via la chaîne YouTube de la série SOAPY, avec 20 épisodes au total, divisés en deux saisons, et chacun d'une durée de quelques minutes. La telenovela a été créée en juin 2021.

## Musique

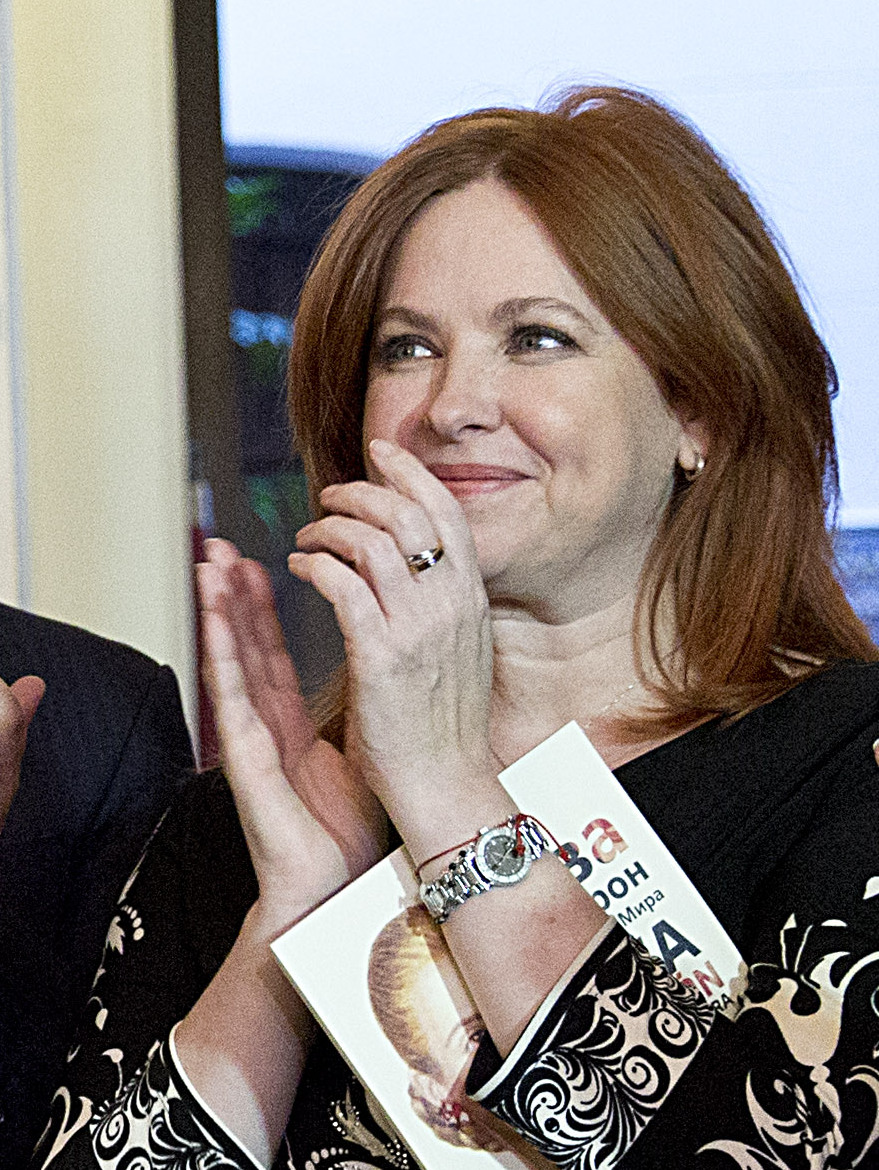
Andrea del Boca au Musée Evita (Buenos Aires, 7 mai 2015).

En plus d'être actrice, Andrea a également développé une carrière de chanteuse. Enfant, elle a sorti trois singles et un album, adolescente, elle a enregistré trois duos avec le chanteur Silvestre et à l'âge adulte, elle a sorti trois albums sur le marché. En 1987, elle fait une tournée en Italie en tant que chanteuse.
Elle a également interprété les thèmes musicaux de la plupart de ses feuilletons, mettant en avant "Necesito creer otra vez" d' Estrellita mía, "Celeste" de Celeste, "Para este amor" d' Antonella, "Necesito tu nombre" de Celeste toujours Celeste, "El amor" de Perla negra, "Tonta, pobre tonta" de Zíngara, "Mía, solo mía", de Mía, only mine et "El amor es así" de That woman.

## Vie personnelle
Elle est la fille cadette du réalisateur et producteur Nicolás del Boca et de l'actrice et danseuse Ana María Castro, après Adrián del Boca - aujourd'hui médecin basé aux États-Unis - et Anabella Del Boca, costumière et épouse du scénariste Enrique Óscar Torres.
Son premier amour était le chanteur et acteur Silvestre, alias José Luis Rodríguez, avec qui elle a joué dans la telenovela de 1982 Los cien dias de Ana.
Quelque temps plus tard, le romance qu'Andrea a eue avec le producteur et réalisateur Raúl de la Torre, avec qui elle a travaillé dans les films Funes, un gran amor de 1993 et Peperina de 1995, est devenue connue.
Après la rupture avec De la Torre, le financier américain Jeffrey Sachs, fils du fondateur de la chaîne de bars Dunkin Donuts et de douze ans son aîné, fait son apparition dans la vie d'Andrea. Cela ressemblait au couple sur mesure d'Andrea et ils partageaient leur vie entre New York et Buenos Aires. Ensemble, ils ont présenté au président Carlos Menem le projet de faire une version cinématographique de la comédie musicale Evita, une alternative à la version de 1996 réalisée par Alan Parker et mettant en vedette Madonna. Dans la version proposée, le réalisateur serait Robert Redford et la protagoniste Andrea elle-même. Elle voulait une fois de plus se mettre dans la peau d'une héroïne forte – en l'occurrence Eva Perón, la plus reconnue de toutes – mais elle n'a pas pu. La relation avec Sachs n'a pas non plus prospéré au-delà des trois années de fréquentation.
En 2000, elle a eu sa seule fille, Anna del Boca, avec l'homme d'affaires Ricardo Biasotti, son partenaire à l'époque.

## Filmographie

### Télévision

#### Feuilletons télévisés
- 1969 : Nuestra galleguita : Niña sordomuda
- 1970 : Los parientes de la galleguita : Niña sordomuda
- 1973 : Papá corazón : Angélica de María "Pinina"
- 1975 : Un angel llamado Andrea : Andrea
- 1976 : Un angel llamado Andrea, segunda parte : Andrea
- 1979-1980 : Andrea Celeste : Andrea Celeste Gonzalo Vertis
- 1980 : Señorita Andrea : Andrea Soledad
- 1982 : Los cien días de Ana : Ana
- 1987 : Estrellita mía : Estrellita
- 1991 : Celeste : Celeste Ferrero Verardi de Rosetti
- 1992 : Antonella : Antonella de Cornejo Mejía
- 1993 : Celeste siempre Celeste : Celeste Ferrero Verardi de Rosetti / Clara
- 1994-1995 : Perla negra : Perla Montefiori Márquez / Perla Ávarez Toledo
- 1996 : Zíngara : Civinka Stevanovich / Paloma Pérez Campana
- 1997 : Mía solo mía : Mía Contreras / Mía Paula Benavides
- 1998 : Chiquititas : Paula
- 2001-2002 : El sodero de mi vida : Sofía Campos
- 2001-2002 : La Biblia y el calefón
- 2005 : Sálvame María : María
- 2006 : Gladiadores de Pompeya : Pompeya D´Angelo
- 2008-2009 : Por amor a vos : Dalía
- 2010 : Alguien que me quiera : Rocío Mosconi / Ana Insúa
- 2013-2014 : Esa mujer : Nicolasa Morales
- 2021 : Perla negra 2.0 : Rosalía

#### Programmes
- 1970-1971 : Haute Comédie
- 1971 : Souvenir de maman
- 1972 : Voici un chat enfermé
- 1973: Playing to Die : Cristina
- 1973 : Le Père Noël n'était pas sourd
- 1974 : Pinina aime papa
- 1977 : 300 millions
- 1977 : Le cirque TVE
- 1978 : L'hôtel des mille et une étoiles
- 1978 : Les gens d'aujourd'hui
- 1981 : Spéciaux ATC :
  - Roméo et Juliette
  - Le premier mensonge
  - Bernadette
  - Papa doit être éduqué
  - Abus de confiance
  - Une vie pour une autre
  - Anastasia in the Shadows
  - Sanatorium
  - Une affaire de famille
  - Ofelia et ses poupées
  - Los dias de Ana
- 1990 : Spécial Corín Tellado : Je veux crier que je t'aime : Charo
- 1990 : Spécial Corín Tellado : Un morceau de vie : Sandra
- 1991-2011 : Bus du samedi : elle-même
- 1996 : Prix Martín Fierro : présentatrice
- 1996 : Martín Fierro Awards : présentatrice
- 2000 : Susana Giménez : invitée
- 2000 : Déjeuner avec Mirtha Legrand : invitée d'honneur
- 2005 : Les 24 heures des Malouines
- 2005 : Martín Fierro Awards
- 2005 : La Nuit du 10
- 2007 : High School Musical : La Sélection : Juré
- 2007 : Killer Women 3 : Sonia, sans cœur
- 2008 : La maman de l'année : présentatrice
- 2008: Boca, une histoire d'amour : elle-même
- 2008-2009 : Aujourd'hui peut être : présentatrice
- 2009-2012 : Caiga Quien Caiga
- 2010 : Difficile à apprivoiser
- 2011 : Prix Martín Fierro : nommée
- 2012 : Le pelu
- 2012 : Avant qu'il ne soit trop tard
- 2012-2013 : Animals on the Loose
- 2013 : Déjeuner avec Mirtha Legrand
- 2014 : AM, avant midi
- 2014 : Prix Martín Fierro
- 2015 : Tous ensemble 2015 : 25 ans de Telefe
- 2016 : Platine

### Films
- 1972 : Il était une fois un cirque : Andrea
- 1973: Andrea : Andrea
- 1974: Papa Corazón veut se marier : Angélica «Pinina» de María
- 1975: Un monde d'amour : Marcela
- 1979 : la vierge de Visanteta : petite Visanteta
- 1980: Jours d'illusion : Jimena
- 1990: Cent fois je ne dois pas : Lydia Beatriz Siri
- 1993 : Funes, un grand amour : Beatriz Nuñez
- 1995: Peperina : Patricia "Peperina" Perea
- 2000 : Apparitions : Veronica Ortiz
- 2008: High School Musical: The Challenge : professeur d'arts
- 2010 : Mercedes as Rosario[14]
- 2010: Une bonne journée : Rosalía

### Producteur et scénariste
- 2011 : Time to think producteur exécutif et scénariste

## Théâtre
- 1980 : Andrea Celeste, avec Alberto Argibay, Liliana Benard, Cristina Alberó . À Mar Del Plata.
- 1982 : Agneau de Dieu (Agnès), avec Analía Gadé et Nelly Prono . Théâtre Alfil, rue Corrientes.
- 1983 : Que l'innocence te vaille avec Silvestre, Guillermo Bredeston, Nora Cárpena, Diario Vittori, Emilio Disi, Dorys del Valle, Linda Péretz, Juan C. Mogilia, Norberto Suárez. D'Abel Santa Cruz. Théâtre de l'Ermitage, Mar Del Plata.
- 1983 : Les papillons sont libres, avec Silvestre, à Porto Rico.
- 1984 : Mieux vaut pas ce soir, avec Silvestre, Juan Carlos Thorry . D'Abel Santa Cruz. Théâtre du Soleil, Villa Carlos Paz.
- 2011 : Eva et Victoria (Eva Perón) ; avec Graciela Dufau et Charo Moreno . Par Monica Ottono. Réalisé par : Hugo Urquijo. Il a été créé le 9 juillet à Tucumán puis a fait une tournée nationale.
- 2019 : Bruges avec : Viviana Saccone, Andrea Bonelli, Leonora Balcarce, Romina Ricci . Réalisé par : Luis Augustoni.

## Discographie

### Simples
- 1972 : Andrea del Boca-Iris Láinez : Le miracle d'être mère / Pour que ma fille dorme ; édité par MusicHall (31 905) Les chansons sont de Coco Ávila / Vico Berti et Coco Avila /j Zeller. Direction d'orchestre et arrangements : A. Núñez Palacios.
- 1979 : Maman je veux dire merci ; édité par Phonogram/Philips (2621). Le thème est de José Perla et A. Vezzani, avec orchestre dirigé par José Perla. La face B. est "Sur le chemin de la vie" de C. Verdier et S. Makno avec le Studio Orchestra 3. Il s'agit d'une autre version du thème instrumental d' Andrea Celeste.
- 1979 : Joyeux réveillon, Joyeux Noël ; édité par Phonogram/Philips (2625). Le thème est d'A. Vezzani. La face B est "Le bonheur est le meilleur mot" de A. Vezzani et Armando Patrono. Les deux chansons avec orchestre dirigé par Armando Patrono.

### Albums
- 1980 : Le monde d'Andrea del Boca ; sorti sur LP (5268) et cassette (9651) par Phonogram/Philips.

1. Les Enfants du Monde (A.Roggero/L.Posse)
2. Le bonheur est le meilleur mot (Alejandro Vezzani / Armando Patrono)
3. Sur le chemin de la vie (Sur le chemin de la vie)(C.Verdier/S.Makno)
4. Pepe le musicien (J.Perla/Oliver)
5. Maman, je veux te dire merci (A.Vezzani/J.Perla)
6. Quel farfadet aura mon coeur (A.Vezzani/A.Roggero)
7. J'ai l'âge de rêver (A.Vezzani)
8. Une couleur bleu clair (A.Vezzani)
9. Joyeux réveillon de Noël, joyeux Noël, félicitations (Alejandro Vezzani)
10. Il pleut aussi aujourd'hui (J.Perla/Oliver).

- 1982 : Sauvage ; duo sur les thèmes de Los cien dias de Ana ; sorti sur LP (50-14.654-8) et cassette (804.767-2) par MusicHall. Arrangements et direction : Aquiles Rogero et Rubén Aguilera.

1. Pardonne-moi, j'aimerais être meilleur
2. Comme c'était merveilleux de te sentir.

- 1984 : Silvestre - Je suis seul ; Duo sur le thème Nous aimer. . . nous sentir ; sorti sur LP (50-14.727-1) et cassette (114.727-2) par MusicHall. Arrangements et direction : Aquiles Rogero et Rubén Aguilera.
- 1988 : Avec amour ; sorti sur LP (88082) et cassette (98082) par WEA. Direction artistique : Enrique Torres, A. Valiente et M. Naón. Réalisateur : Enrique Torres.

1. Vide avec toi, vide sans toi (Enrique Torres / Valiente)
2. Combien de fois ai-je pensé à toi (Enrique Torres / Valiente)
3. Aujourd'hui nous allons vivre un rêve (Enrique Torres / Valiente)
4. Etrange (G. Scotti / A. Musso - version : Enrique Torres / Valiente)
5. J'ai besoin d'y croire à nouveau[15] (Enrique Torres / Valiente / Andrea del Boca)
6. Il reste peu de temps (La douche) (Alejandro / Enrique Torres / Valiente)
7. Fou, je ne t'ai pas demandé l'univers (Enrique Torres / Valiente)
8. A-mé-ri-ca (Leonard Bernstein / Stephen Sondheim)
9. Je me souviens de toi (Tanti auguri) (Gianni Bella - version : Enrique Torres / Valiente)
10. Je t'aime, nous nous aimons (Juan Marcelo)

- 1989 : Je t'aime ; sorti sur LP (88117) et cassette (98117) par WEA et sur CD (56961-2) (uniquement aux États-Unis ) par WEA Latina. Arrangements et direction : Enrique Londaits. Production : Enrique Londaits et Enrique Torres (avec l'aide de C. R ).

1. Que la nuit commence (je danserai, tu danseras) (Enrique Torres / Valiente)
2. Chanson pour crier "Je t'aime" (Enrique Torres / Enrique Londaits)
3. Je ferai semblant (Enrique Torres / Enrique Londaits)
4. Ne reviens pas, je t'aime (Enrique Torres / Valiente)
5. Ce que les femmes ne disent pas (Quello que le donne non dícono) (Schiavone / Ruggiere - version : Enrique Torres / Andrea del Boca)
6. Fantôme (Enrique Torres / G. León)
7. Après le signal (Enrique Torres / Polo García Ramírez)
8. Un zéro amoureux (Ricardo Banjay)
9. Pour cet amour[16] (Enrique Torres / Valiente)
10. Plus que seul (Enrique Torres / Valiente)

- 1994 : L'Amour ; sorti sur CD (526015-2), cassette (67670) et LP (30398, uniquement en Equateur) par PolyGram. Produit par Roberto Livi.

1. Amour[17] (Roberto Livi / Rafael Ferro)
2. Bulles (Roberto Livi / Rafael Ferro)
3. Tu te veux (Ann Moustroug)
4. Que vais-je devenir (Roberto Livi / Rafael Ferro)
5. Rien ne m'intéresse (P. Varona / G. Varona / M. Rodríguez)
6. Idiot, pauvre idiot[18] (Roberto Livi / Teddy Jaunen)
7. Toujours libre (Roberto Livi / Rafael Ferro)
8. Et maintenant quoi (Roberto Livi / Bebu Silvetti )
9. Pluie d'amour (Roberto Livi / Harold Steinhauer)
10. Fais-moi un petit bisou (Roberto Livi / Ed Wilson)

- Il contient également des chansons inédites telles que Dos en un corazón (de Ricardo Montero ) du feuilleton Papá Corazón en duo avec l'acteur Norberto Suárez (1972), Te Amo (d'Enrique Torres, Polo García Ramírez et Andrea del Boca) du feuilleton Celeste (1991), J'ai besoin de ton nom (d'Enrique Torres, C. Nilson et Andrea del Boca) du feuilleton Celeste, toujours Celeste (1993), Mía, seulement Mía (d'Alejandro Lerner) du feuilleton de du même nom (1997), Mía, uniquement Ma version en hébreu (1999), Hé Pompéi ! (de Palito Ortega) du feuilleton Gladiadores de Pompeya (2006) et "El Amor Es Así" en duo avec Gigi D'Alessio du feuilleton "Esa Mujer" (2013).

- Elle est apparue sur la couverture de l'album Le meilleur de leurs telenovelas préférées (1980) (sorti sur LP -ATC-L 05- et cassette -ATC-C 05) bien qu'Andrea del Boca ne chante pas, il contient les thèmes instrumentaux de la telenovela Señorita Andrea, interprétée par Mari Cruz Soriano : "A mis just a some years old" et "Song for my sadness".
- Elle apparaît également sur la couverture de la bande originale du film "Appearances" (2000), sorti par DBN sur CD (51709).
- Apparaît sur la pochette de la compilation "Superstars vol 1" (1983) avec le morceau "Pardonnez-moi, j'aimerais être meilleur" sorti en LP (4530) et cassette (9730) par PolyStar et aussi sur la compilation "Toda La Música" (1988) avec la chanson "Necesito Creer Otra Vez" éditée sur cassette (98108) par WEA.

- Le thème de Ma petite étoile, j'ai besoin d'y croire, inclus dans l'album Avec amour, est une version différente de celle qui sonnait dans la présentation du roman.
- La chanson «Canción para shout “te amo”» de l'album Te amo sonne sur le spécial Corín Tellado de 1990 Je veux crier que je t'aime.
- Le thème "Para este amor" de l'album Te amo sera utilisé en 1992 comme rideau pour la telenovela Antonella.
- En 1990, Andrea participe aux World Music Awards à Monte -Carlo en présentant puis en remettant le prix de l'artiste latino-américain le plus vendu à Luis Miguel[19] .

## Récompenses

### Prix Martin Fierro
| An   | Catégorie                                     | Programme                            | Résultat |
| ---- | --------------------------------------------- | ------------------------------------ | -------- |
| 1971 | Révélation                                    | Haute comédie / Se souvenir de maman | gagnant  |
| 2002 | Meilleure actrice principale dans une comédie | le son de ma vie                     | gagnant  |
| 2005 | Martin Fierro à la Trajectoire                | Martin Fierro à la Trajectoire       | gagnant  |

### Autres récompenses
- 1974: Reconnaissance XXIe Festival du Film de Saint-Sébastien
- 1976 : Balboa, délivré par la présidence panaméenne.
- 1989 : Reconnaissance par la New York Show Writers Association.
- 1993 : Prix Facundo de la meilleure Telenovela (pour Celeste, Siempre Celeste), par vote populaire.
- 1995: Reconnaissance "Les gagnants ne consomment pas de drogues" de la Fundación Manantial.
- 1996 : Prix MIDIA de la meilleure actrice ibéro-américaine.
- 2000 : Nommée pour le prix Viva 2000 de la meilleure actrice
- 2002 : Nommé pour le prix INTE 2002.
- 2012 : Nommé pour le Martín Fierro 2011.
- 2014 : Nommé pour le Martín Fierro 2013.